# Eupithecia grabei
Eupithecia grabei är en fjärilsart som beskrevs av Corneben 1920. Eupithecia grabei ingår i släktet Eupithecia och familjen mätare. Inga underarter finns listade i Catalogue of Life.